# Bob Schepers
Bob Schepers (Enschede, 30 maart 1992) is een Nederlands voormalig profvoetballer die uitkwam voor SC Cambuur en FC Utrecht. Hij is een linksbuiten.
Schepers begon het seizoen 2008-2009 in de B-jeugd van SC Cambuur-Leeuwarden Op 24 februari 2009 tekende hij een driejarig contract. Vanaf dat moment trainde hij een keer in de week met het eerste van Cambuur. Hij debuteerde op zeventienjarige leeftijd in het eerste elftal van Cambuur. Kort daarna werd hij definitief overgeheveld naar Cambuur 1. Hij werkte in juli 2010 een vijfdaagse stage af bij Everton FC, maar tot een overgang kwam het niet. Op vrijdag 14 januari 2011 scoorde Schepers zijn eerste doelpunt in het betaalde voetbal, tegen FC Dordrecht.
Op 30 augustus 2011 bereikt FC Utrecht een akkoord met SC Cambuur. Bob Schepers tekent een contract van drie jaar met een optie van nog twee jaar. Ondanks het akkoord blijft Bob Schepers in het seizoen 2011/2012 toch bij SC Cambuur spelen; Bob Schepers werd voor één seizoen verhuurd. Op 31 januari 2014 werd Schepers opnieuw voor een half jaar verhuurd aan Cambuur.
Schepers was actief als jeugdinternational en speelde sinds 2009 voor het Nederlands voetbalelftal onder 17. Op het Europees kampioenschap voetbal mannen onder 17 - 2009 haalde hij met het Nederlands elftal de finale. Die werd in de verlenging verloren van Duitsland. Hij maakte ook deel uit van de selectie op het wereldkampioenschap voetbal onder 17 - 2009 waar Nederland in de poulefase werd uitgeschakeld. Hij speelde verder geen jeugdinterlands al behoorde hij wel tot de selectie bij onder 19 en kwam hij in de voorselectie van Jong Oranje.
Na 2014 kreeg hij geen profcontract meer. Hij speelde een seizoen bij ONS Sneek in de Topklasse en komt sinds 2016 uit voor CVV Blauw Wit '34 in Leeuwarden. Schepers is actief als rapper onder de naam Bobbang.

## Statistieken
| Seizoen   | Club                | Land      | Competitie     | Wedstrijden | Goals |
| --------- | ------------------- | --------- | -------------- | ----------- | ----- |
| 2008/09   | SC Cambuur          | Nederland | Jupiler League | 1           | 0     |
| 2009/10   | SC Cambuur          | Nederland | Jupiler League | 6           | 0     |
| 2010/11   | SC Cambuur          | Nederland | Jupiler League | 16          | 4     |
| 2011/12   | → SC Cambuur (huur) | Nederland | Jupiler League | 31          | 6     |
| 2012/2013 | FC Utrecht          | Nederland | Eredivisie     | 7           | 1     |
| 2013/2014 | FC Utrecht          | Nederland | Eredivisie     | 10          | 0     |
| 2013/2014 | → SC Cambuur (huur) | Nederland | Eredivisie     | 6           | 1     |
| 2014/15   | SC Cambuur          | Nederland | Eredivisie     | 6           | 0     |
| 2015/16   | ONS Sneek           | Nederland | Topklasse      | 24          | 1     |
| Totaal    |                     |           |                | 107         | 13    |

Bijgewerkt op 11 december 2014